# 양동 (광주)
양동(良洞)은 광주광역시 서구의 법정동이다. 행정동으로 양동·양3동으로 나뉜다. 